# Барон Аннали
Барон Аннали — аристократический титул, созданный три раза в британской истории (1766 и 1789 годы — Пэрство Ирландии, 1863 год — Пэрство Соединённого королевства).

## История
Впервые баронский титул в Пэрстве Ирландии был создан 17 января 1766 года для ирландского адвоката и политика Джона Гора (1718—1784), который получил титул барона Аннали из Tenelick в графстве Лонгфорд. Ранее он представлял в Ирландской палате общин Джеймстаун (1747—1761) и графство Лонгфорд (1761—1765), а также занимал должности генерального солиситора Ирландии (1760—1764) и лорда главного судьи Ирландии (1764—1784). Джон Гор был сыном Джорджа Гора (1675—1753), младшего сына сэра Артура Гора, 1-го баронета (ок. 1640—1697), чей старший сын Пол Гор был дедом Артура Гора, 1-го графа Аррана. Джордж Гор, как и его сын, был генеральным атторнеем Ирландии и судьей общей юрисдикции Ирландии. Другие члены семьи Гор носили титулы баронетов Гор, баронов Харлек и графов Темпл Стоу. В 1784 году после смерти Джона Гора титул барона Аннали прервался.
Вторично баронский титул был создан 23 сентября 1789 года в Пэрстве Ирландии для Генри Гора (1728—1793), который получил титул барона Аннали из Tenelick в графстве Лонгфорд. Генри Гор был младшим братом Джона Гора, 1-го барона Аннали креации 1766 года. Ранее Генри Гор представлял в ирландской Палате общин Лонгфорд (1758—1760, 1765, 1768—1789) и Лейнсборо (1761—1768). После его смерти в 1793 году баронский титул вновь угас.
В третий раз баронский титул в системе Пэрства Соединённого королевства был создан 19 августа 1863 года для либерального политика Генри Уайта (1791—1873), который стал бароном Аннали из Аннали и Ратклина в графстве Лонгфорд. Ранее он представлял в Палате общин Великобритании графство Дублин (1823—1832) и Лонгфорд (1837—1847, 1857—1861), а также занимал должность лорда-лейтенанта графства Лонгфорд (1841—1873). Его отец Люк Уайт (1740—1824) представлял Литрим в Палате общин от партии вигов (1812—1824). Сын первого барона, Люк Уайт, 2-й барон Аннали (1829—1888), либеральный политик, заседал в парламенте от графства Клэр (1859—1860), графства Лонгфорд (1861—1862) и Киддерминстера (1862—1865), занимал должность младшего лорда казначейства в либеральных правительствах лорда Палмерстона и лорда Рассела (1862—1866), а также служил в качестве лорда-лейтенанта Лонгфорда (1873—1874).
По состоянию на 2025 год носителем титула являлся его праправнук, Люк Ричард Уайт, 6-й барон Аннали (род. 1954), который стал преемником своего отца в 1990 году. Он некоторое время служил в качестве правительственного «кнута» в 1994 году в консервативном правительстве Джона Мейджора. Лорд Аннали потерял свое место в Палате лордов после принятия Акта Палаты лордов 1999 года.
Семейная резиденция баронов Аннали — Латтрелстоун Касл, возле Клонсилла, пригорода Дублина в Ирландии.

## Бароны Аннали, первая креация (1766)
- 1766—1784: Джон Гор, 1-й барон Аннали[англ.] (2 марта 1718 — 3 апреля 1784), второй сын Джорджа Гора (1675—1753)[1]

## Бароны Аннали, вторая креация (1789)
- 1789—1793:  Генри Гор, 1-й барон Аннали (8 марта 1728 — 5 июня 1793), младший сын Джорджа Гора (1675—1753)[2]

## Бароны Аннали, третья креация (1863)
- 1863—1873: Генри Уайт, 1-й барон Аннали[англ.] (1791 — 3 сентября 1873), четвертый сын ирландского политика Люка Уайта (1740—1824)[3];
- 1873—1888: Люк Уайт, 2-й барон Аннали[англ.] (26 сентября 1829 — 16 марта 1888), единственный сын предыдущего[4];
- 1888—1922: Люк Уайт, 3-й барон Аннали (25 февраля 1857 — 15 декабря 1922), старший сын предыдущего[5];
- 1922—1970: Люк Генри Уайт, 4-й барон Аннали (7 августа 1885 — 4 мая 1970), единственный сын предыдущего[6];
- 1970—1990: Люк Роберт Уайт, 5-й барон Аннали[англ.] (15 марта 1927 — 30 сентября 1990), единственный сын предыдущего[7];
- 1990 — настоящее время: Люк Ричард Уайт, 6-й барон Аннали (род. 29 июня 1954), единственный сын предыдущего от первого брака[8]
  - Наследник титула: достопочтенный Люк Генри Уайт (род. 20 сентября 1990), единственный сын предыдущего[9].